# 瘿螨总科
瘿螨总科（学名：Eriophyoidea）为蜱螨亚纲真螨目的一总科。通称瘿螨。重要的农业害螨，能传播植物的病毒病。瘿螨总科的螨虫只有2对足，所以又称四足螨。全世界已知1000种以上，中国发现约100种。

## 下级分类
本总科包括以下科：
- 双羽爪节蜱科 Diptilomiopidae
- 瘿螨科 Eriophyidae
- 植羽爪节蜱科 Phytoptidae